# KVLY-TV
KVLY-TV (também conhecida como Valley News Live) é uma emissora de televisão americana com sede em Fargo, ND. É afiliada à rede NBC e opera nos canais 11 VHF analógico e 44 UHF digital.

## Curiosidades
Torre da KVLY-TV
A torre que transmite o sinal da emissora foi, até o dia 7 de abril de 2008, a maior estrutura em terra no mundo. Passou a ser a segunda quando foi ultrapassada pelo edifício Burj Dubai, que foi inaugurado em 4 de janeiro de 2010.